# روكافيفارا
روكافيفارا (بالإيطالية: Roccavivara)‏ هي بلدية في مقاطعة كمبباسة في منطقة مليزة الإيطالية، وتقع على بعد 30 كيلومترًا (19 ميلًا) شمال كمبباسة.